# PANX3
PANX3 (англ. Pannexin 3) – білок, який кодується однойменним геном, розташованим у людей на 11-й хромосомі. Довжина поліпептидного ланцюга білка становить 392 амінокислот, а молекулярна маса — 44 683.
| 10         |  | 20         |  | 30         |  | 40         |  | 50         |
| ---------- |  | ---------- |  | ---------- |  | ---------- |  | ---------- |
| MSLAHTAAEY |  | MLSDALLPDR |  | RGPRLKGLRL |  | ELPLDRIVKF |  | VAVGSPLLLM |
| SLAFAQEFSS |  | GSPISCFSPS |  | NFSIRQAAYV |  | DSSCWDSLLH |  | HKQDGPGQDK |
| MKSLWPHKAL |  | PYSLLALALL |  | MYLPVLLWQY |  | AAVPALSSDL |  | LFIISELDKS |
| YNRSIRLVQH |  | MLKIRQKSSD |  | PYVFWNELEK |  | ARKERYFEFP |  | LLERYLACKQ |
| RSHSLVATYL |  | LRNSLLLIFT |  | SATYLYLGHF |  | HLDVFFQEEF |  | SCSIKTGLLS |
| DETHVPNLIT |  | CRLTSLSIFQ |  | IVSLSSVAIY |  | TILVPVIIYN |  | LTRLCRWDKR |
| LLSVYEMLPA |  | FDLLSRKMLG |  | CPINDLNVIL |  | LFLRANISEL |  | ISFSWLSVLC |
| VLKDTTTQKH |  | NIDTVVDFMT |  | LLAGLEPSKP |  | KHLTNSACDE |  | HP         |

A: Аланін

C: Цистеїн

D: Аспарагінова кислота

E: Глутамінова кислота

F: Фенілаланін

G: Гліцин

H: Гістидин

I: Ізолейцин

K: Лізин

L: Лейцин

M: Метіонін

N: Аспарагін

P: Пролін

Q: Глутамін

R: Аргінін

S: Серин

T: Треонін

V: Валін

W: Триптофан

Кодований геном білок за функцією належить до іонних каналів. 
Задіяний у таких біологічних процесах, як транспорт іонів, транспорт. 
Локалізований у клітинній мембрані, мембрані, клітинних контактах.